# Rothenburg ob der Tauber
Rothenburg ob der Tauber is een plaats in de Duitse deelstaat Beieren, gelegen in de Landkreis Ansbach. De stad telt 11.273 inwoners. Ze is nog steeds helemaal in de middeleeuwse stijl gebouwd en is een toeristische trekpleister geworden. 
Rothenburg ob der Tauber ligt aan de Romantische Straße. 

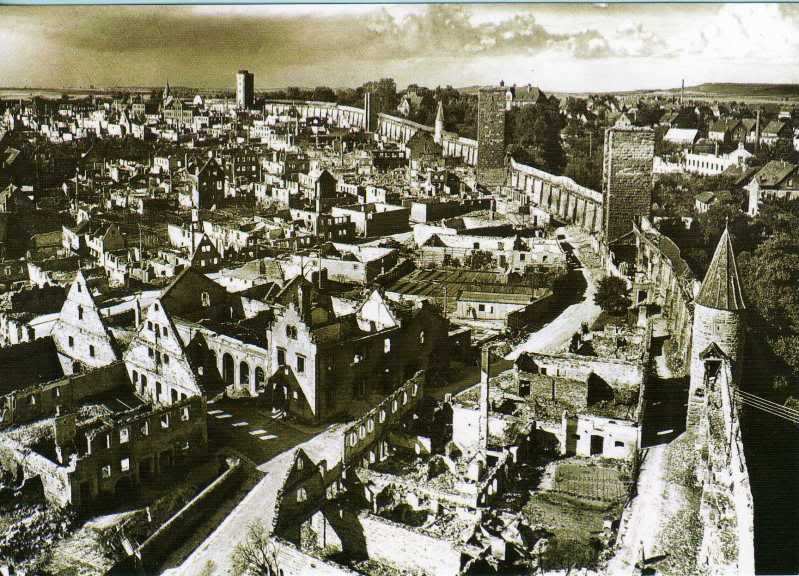
Rothenburg na het bombardement in 1945

Op 31 maart 1945 werd het oostelijke deel van de oude stad zwaar beschadigd bij een bombardement. Daardoor was 40 procent van de stad verwoest, waaronder het historische centrum.

## Geografie
Rothenburg ob der Tauber heeft een oppervlakte van 41,45 km² en ligt in het zuiden van Duitsland.

## Historie
Zie Rijksstad Rothenburg.

## Trivia
Rothenburg ob der Tauber is de locatie van het Yoko Tsuno-stripverhaal De grens van het leven.

## Partnersteden
- Athis-Mons (Frankrijk)
- Soezdal (Rusland)
- Uchiko (Japan)

Er bestaan vriendschapsbanden met:
- Rotenburg (Duitsland)
- Rotenburg an der Fulda (Duitsland)
- Rothenburg (Duitsland)
- Rothenburg/O.L. (Duitsland)
- Czerwieńsk (Polen), eertijds Rothenburg an der Oder

|  |  |  |

Adelshofen ·
Arberg ·
Aurach ·
Bechhofen ·
Bruckberg ·
Buch a.Wald ·
Burgoberbach ·
Burk ·
Colmberg ·
Dentlein a.Forst ·
Diebach ·
Dietenhofen ·
Dinkelsbühl ·
Dombühl ·
Dürrwangen ·
Ehingen ·
Feuchtwangen ·
Flachslanden ·
Gebsattel ·
Gerolfingen ·
Geslau ·
Heilsbronn ·
Herrieden ·
Insingen ·
Langfurth ·
Lehrberg ·
Leutershausen ·
Lichtenau ·
Merkendorf ·
Mitteleschenbach ·
Mönchsroth ·
Neuendettelsau ·
Neusitz ·
Oberdachstetten ·
Ohrenbach ·
Ornbau ·
Petersaurach ·
Röckingen ·
Rothenburg ob der Tauber ·
Rügland ·
Sachsen b.Ansbach ·
Schillingsfürst ·
Schnelldorf ·
Schopfloch ·
Steinsfeld ·
Unterschwaningen ·
Wassertrüdingen ·
Weidenbach ·
Weihenzell ·
Weiltingen ·
Wettringen ·
Wieseth ·
Wilburgstetten ·
Windelsbach ·
Windsbach ·
Wittelshofen ·
Wolframs-Eschenbach ·
Wörnitz